# Pål Bårdsson
Pål Bårdsson (* ca. 1280; † 1. Februar 1346 in Nidaros) war Erzbischof in Nidaros.
1309 wird er als Kanoniker in Bergen überliefert. 1313 wurde er schon Magister genannt. 1320 begann sein Auslandsstudium. 1321 gab ihm Bischof Audfinn Sigurdsson von Bergen die Einnahmen des Kapellans von Undredal (Teil von Aurland), so dass er seine Priesterausbildung beenden konnte. Er hat aber nie an der Kirche von Undredal seinen Dienst versehen.
Er wurde Doktor der Universität Orléans. Er führte den im Norden äußerst seltenen Titel „professor utriusque juris“.
In den folgenden Jahren scheint er sich als Repräsentant des Erzbischofs in Nidaros und des Bischofs von Bergen an der Kurie in Avignon aufgehalten zu haben. Er erhielt in dieser Zeit weitere Pfründen, so wurde er Kanoniker an den Domen zu Nidaros, Oslo, Hamar und auf den Färöern. 1326 kehrte er nach Norwegen zurück. 1327 wurde von König Magnus Eriksson zum Kanzler und Propst an der Maria-Kirche in Oslo ernannt. Er hatte ein gutes Verhältnis zum jungen König Magnus Eriksson und seiner Mutter und die Quellen zeigen auch eine normale Zusammenarbeit mit dem mächtigen Reichsverweser (drottsete) Erling Vidkunnsson, dem höchsten Repräsentanten der weltlichen Macht. Aus einem Brief Bischof Audfinns von Bergen an den Erzbischof Eiliv Arnesson von 1328 hat man früher ein höheres Konfliktpotential geschlossen, was heute aber nicht mehr vertreten wird.
1333 wurde er in Nidaros zum Erzbischof gewählt. Bis dahin war er nur Diakon und noch nicht Priester, so dass er erst zum Priester geweiht werden musste. Zu Weihnachten hielt er sich an der Kurie in Avignon auf, wo er zum Bischof geweiht wurde. Dieses Amt hatte er bis zu seinem Tode inne.
Er stärkte die politische Macht der Erzbischofsstuhls, vermied aber jede offene Konfrontation mit der Königsmacht. So stimmte er einem Kompromiss im Streit mit der Königsmacht über die Abgrenzung zwischen der Gerichtsbarkeit des Gesetzessprechers (lagmann) und dem kirchlichen Offizial in Christenrechtssachen, die Bußgelder zur Folge hatten, zu. Im Übrigen begann er die Zehntordnung zu reformieren, indem er versuchte die Grundlagen des Zehnten zu erweitern, um die Einnahmen zu vermehren. Allerdings kam er in einen Streit mit Erzbischof Heming Nilsson von Uppsala über eine Abgabe, die die Einwohner Ångermanland und Hälsingland an das Heiligtum des Heiligen Olav zahlten. Er war der Auffassung, dass die Abgabe an den Nidaros zu fließen habe, während Erzbischof Heming der Auffassung war, die Abgabe solle an den St.-Olavs-Altar im Dom zu Uppsala fließen. Siehe dazu Streit zwischen Nidaros und Uppsala.
Die Stärkung der Macht des Erzbischofsstuhles in seiner Amtszeit wird teilweise auf die Rivalitäten zwischen dem König und dem Adel (stormenn) zurückgeführt, teilweise auch auf die Tatsache, dass sich der König und sein Hof meist außerhalb Norwegens aufhielt.
Pål war der letzte norwegische Erzbischof, der einen Bischof für die Insel Man und die Hebriden einsetzte. Er plante auch eine Visitationsreise für 1341 dorthin. Aber dazu kam es nicht.